# 1877 en Colombie-Britannique
Chronologie de la Colombie-Britannique
- 1873
- 1874
- 1875
- 1876
- 1877
- 1878
- 1879
- 1880
- 1881

Cette page concerne des événements qui se sont produits durant l'année 1877 dans la province canadienne de Colombie-Britannique.

## Politique
- Premier ministre : Andrew Charles Elliott.
- Lieutenant-gouverneur : Albert Norton Richards
- Législature : 2e

## Événements

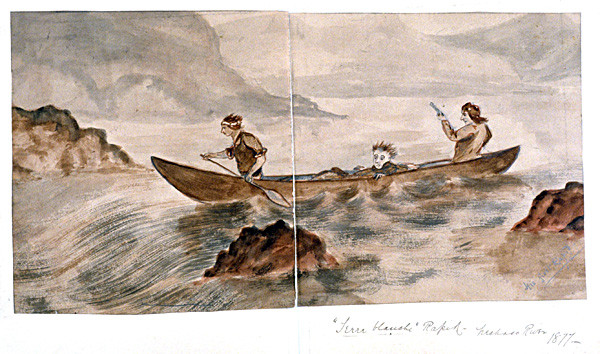
Rapide "Terra Blanche" - Rivière Nehaco

- Manzo Nagano (en) devient le premier japonais à être officiellement immigrant de la Colombie-Britannique et du Canada.
- 19 janvier - David William Gordon est élu député provincial de Nanaimo à la suite de la démission de John Bryden.
- 10 janvier - ouverture de la deuxième session de la deuxième législative de la Colombie-Britannique.
- 18 avril - fin de la deuxième session de la deuxième législative de la Colombie-Britannique.
- 20 juin - George Cowan est élu député provincial de Cariboo à la suite de la réélection d'Alexander Edmund Batson Davie.
- 20 décembre - Robert Leslie Thomas Galbraith est élu député provincial de Kootenay à la suite de la mort de William Milby.

## Décès
- William Milby, député provincial de Kootenay (1876-1877)